# سازمان ایمنی غذایی اروپا
سازمان ایمنی غذایی اروپا (EFSA) آژانسی از اتحادیه اروپا است که توصیه‌های علمی مستقل ارائه می‌کند و در مورد خطرات موجود و در حال ظهور مرتبط با زنجیره غذایی فعالیت می‌کند. این سازمان، در فوریهٔ ۲۰۰۲ تأسیس شد و در پارما ایتالیا مستقر است و برای سال ۲۰۲۱ بودجه‌ای معادل ۱۱۸٫۶ میلیون یورو دارد و مجموع کارکنان آن ۵۴۲ نفر است.

### اعضا
فهرست زیر، مربوط به اعضای اصلی سازمان است.
| کشور          |
| ------------- |
| اتریش         |
| بلژیک         |
| بلغارستان     |
| کرواسی        |
| قبرس          |
| جمهوری چک     |
| دانمارک       |
| استونی        |
| فنلاند        |
| فرانسه        |
| آلمان         |
| یونان         |
| مجارستان      |
| ایسلند        |
| جمهوری ایرلند |
| ایتالیا       |
| لتونی         |
| لیتوانی       |
| لوکزامبورگ    |
| مالت          |
| هلند          |
| نروژ          |
| لهستان        |
| پرتغال        |
| رومانی        |
| اسلواکی       |
| اسلوونی       |
| اسپانیا       |
| سوئد          |

### ناظران
فهرست زیر، مربوط به اعضای ناظر این سازمان است.
| کشور            |
| --------------- |
| آلبانی          |
| بوسنی و هرزگوین |
| کوزوو           |
| مونته‌نگرو       |
| مقدونیه شمالی   |
| صربستان         |
| سوئیس           |
| ترکیه           |